# Dienheim

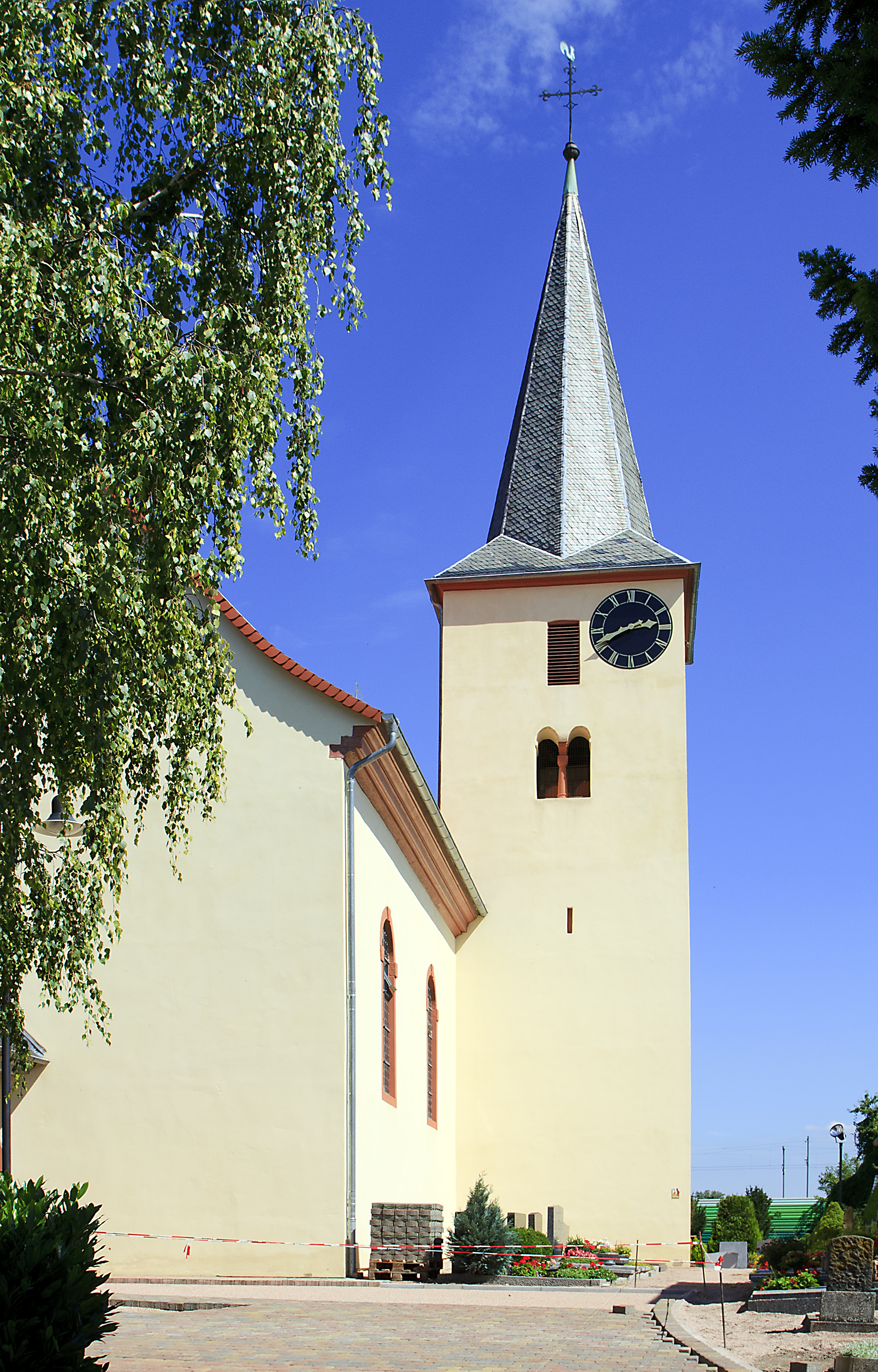
Evangelische Pfarrkirche

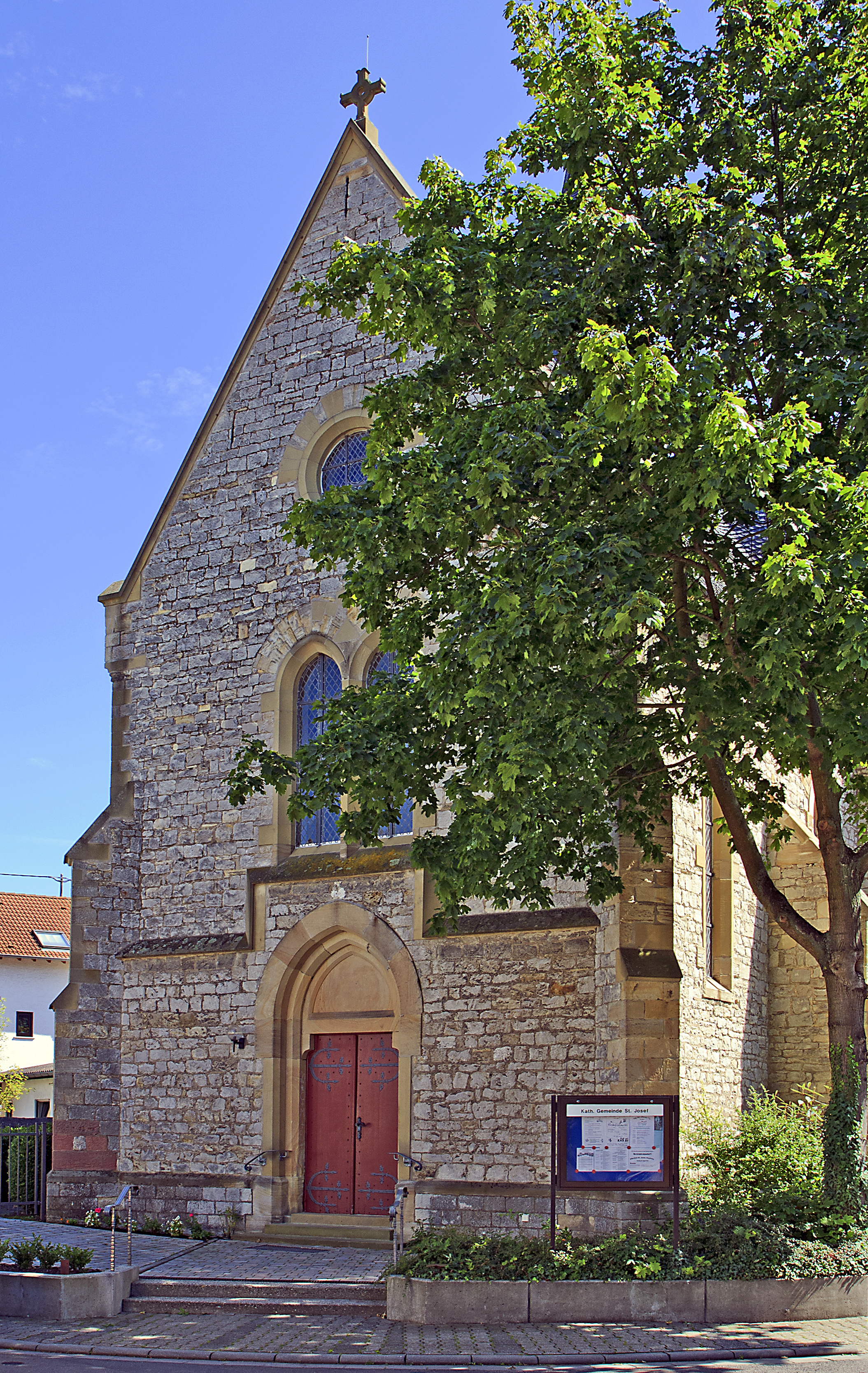
Katholische Kirche St. Joseph, ein neugotischer Bruchsteinbau

Dienheim ist eine Ortsgemeinde im Landkreis Mainz-Bingen in Rheinland-Pfalz. Sie gehört der Verbandsgemeinde Rhein-Selz an, die ihren Verwaltungssitz in der Stadt Oppenheim hat.

## Geographische Lage
Der Weinort liegt zwischen Mainz und Worms in Rheinhessen. Die Nachbargemeinden sind (von Norden im Uhrzeigersinn) Oppenheim, Ludwigshöhe, Uelversheim, Guntersblum und Dexheim.
Zu Dienheim gehören auch die Wohnplätze Hof mitten im Feld, Guldenhof und Villa Silius.

## Geschichte

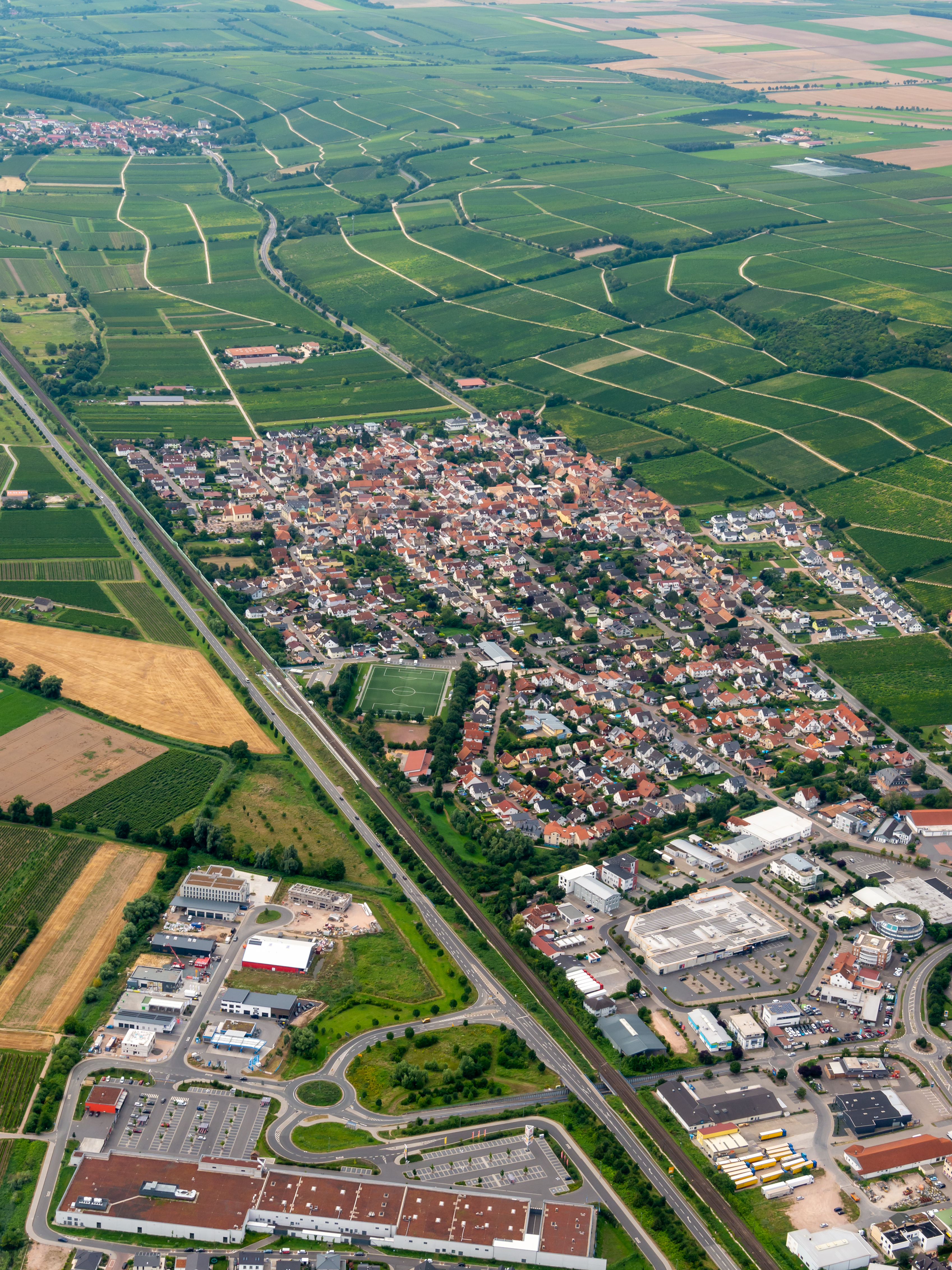
Luftaufnahme von Dienheim aus Richtung Nord-Nordost

Auf eine römische Besiedlung weist der Grabstein des Silius und ein Gräberfeld hin.
Dienheim ist bekannt für die ältesten und meisten Schenkungen im heutigen Rheinhessen an das Kloster Lorsch. Tiedo und Ezzo schenkten unter Pippin der Jüngere an Erzbischof und ersten Abt Chrodegang (Rucgang) einen Weinberg in Dienheimer Gemarkung (Dinenheimer marca). Der Tag der Schenkung liegt nach dem 11. Juli 765 (Ankunft der Nazarius-Reliquien) und vor dem 30. Juli, an dem bereits Gundeland als Abt bezeugt ist. Das Königsgut im Ort wurde 782 von Karl dem Großen dem Kloster Fulda, geschenkt.  Das Kloster Otterberg besaß im Ort eine Gülte.
Im 14. Jahrhundert gelangte das ursprüngliche Reichsdorf Dienheim als Reichspfand in den Besitz der Pfalzgrafen bei Rhein.
Der Vater des Minnesängers Friedrich von Hausen Walther hatte Eigenbesitz in Dienheim, Dolgesheim und Gensingen. Er war auch Vogt über Worms-Ibersheim und Groß-Rohrheim.
Seit Anfang des 13. Jahrhunderts sind die Freiherren von Dienheim bezeugt, die in der Zeit vom 16. bis 18. Jahrhundert dem Ritterkanton Oberrhein des Rheinischen Ritterkreises zugeordnet waren. Eberhard von Dienheim war von 1581 bis 1610 Bischof von Speyer.
Bis zum Ende des 18. Jahrhunderts gehörte Dienheim zum kurpfälzischen Oberamt Alzey.
Nach 1792 wurde die Region im Ersten Revolutionskrieg von französischen Truppen besetzt und nach dem Frieden von Campo Formio (1797) annektiert. Von 1798 bis 1814 gehörte Dienheim zum französischen Departement Donnersberg und war dem Kanton Oppenheim zugeordnet.
Aufgrund der auf dem Wiener Kongress (1815) getroffenen Vereinbarungen und einem mit Österreich und Preußen geschlossenen Staatsvertrag kam die Region 1816 zum Großherzogtum Hessen und wurde der Provinz Rheinhessen zugeordnet.
Nach dem Zweiten Weltkrieg wurde Dienheim innerhalb der französischen Besatzungszone Teil des damals neu gebildeten Landes Rheinland-Pfalz und gehörte zum Landkreis Mainz im Regierungsbezirk Rheinhessen.

### Bevölkerungsentwicklung
Die Entwicklung der Einwohnerzahl von Dienheim, die Werte von 1871 bis 1987 beruhen auf Volkszählungen:
| Jahr | Einwohner |
| ---- | --------- |
| 1815 | 662       |
| 1835 | 811       |
| 1871 | 879       |
| 1905 | 1.169     |
| 1939 | 1.387     |
| 1950 | 1.598     |
| 1961 | 1.574     |

| Jahr | Einwohner |
| ---- | --------- |
| 1970 | 1.470     |
| 1987 | 1.441     |
| 1997 | 1.750     |
| 2005 | 2.059     |
| 2011 | 2.153     |
| 2017 | 2.216     |
| 2024 | 2.204     |

## Politik

### Gemeinderat
Der Gemeinderat in Dienheim besteht aus 16 Ratsmitgliedern, die bei der Kommunalwahl am 9. Juni 2024 in einer personalisierten Verhältniswahl gewählt wurden, und dem ehrenamtlichen Ortsbürgermeister als Vorsitzendem.
Die Sitzverteilung im Gemeinderat:
| Wahl | SPD | CDU | FWG | BLD | Gesamt   |
| ---- | --- | --- | --- | --- | -------- |
| 2024 | 6   | 3   | 6   | 1   | 16 Sitze |
| 2019 | 6   | 2   | 7   | 1   | 16 Sitze |
| 2014 | 6   | 3   | 7   | –   | 16 Sitze |
| 2009 | 5   | 4   | 7   | –   | 16 Sitze |
| 2004 | 5   | 4   | 7   | –   | 16 Sitze |

- FWG = Freie Wählergruppe Dienheim
- BLD = Bürgerliste Dienheim

### Bürgermeister
Thorsten Wüstenhaus (SPD) wurde am 9. Juli 2024 Ortsbürgermeister von Dienheim. Bei der Direktwahl am 9. Juni 2024 war er ohne Gegenkandidaten mit einer Zustimmung von 73,3 % für fünf Jahre gewählt worden.
Die Vorgängerin von Thorsten Wüstenhaus, Barbara Krenzer (FWG), hatte das Amt seit 2019 ausgeübt. Zuvor war Norbert Jochem (FWG) zwanzig Jahre Ortsbürgermeister der Gemeinde.

### Wappen
| Wappen von Dienheim | Blasonierung: „Von Schwarz und Silber gespalten, rechts ein rotbewehrter goldener Löwe, links ein schwarzes Kreuz.“ |
| Wappen von Dienheim | |

### Gemeindepartnerschaft
Dienheim unterhält seit 1977 eine Partnerschaft mit dem französischen Sours.

## Verkehr

### Straße
- Die Gemeinde liegt an der B 9, die Mainz mit Worms verbindet. Seit Dezember 2007 wird die B 9, die bis dahin den Ort durchquerte, auf einer Ortsumgehung entlang der Bahnlinie geführt.
- Die Bundesautobahnen 60 und 63 sind in ca. 20 Minuten zu erreichen.

### Schiene

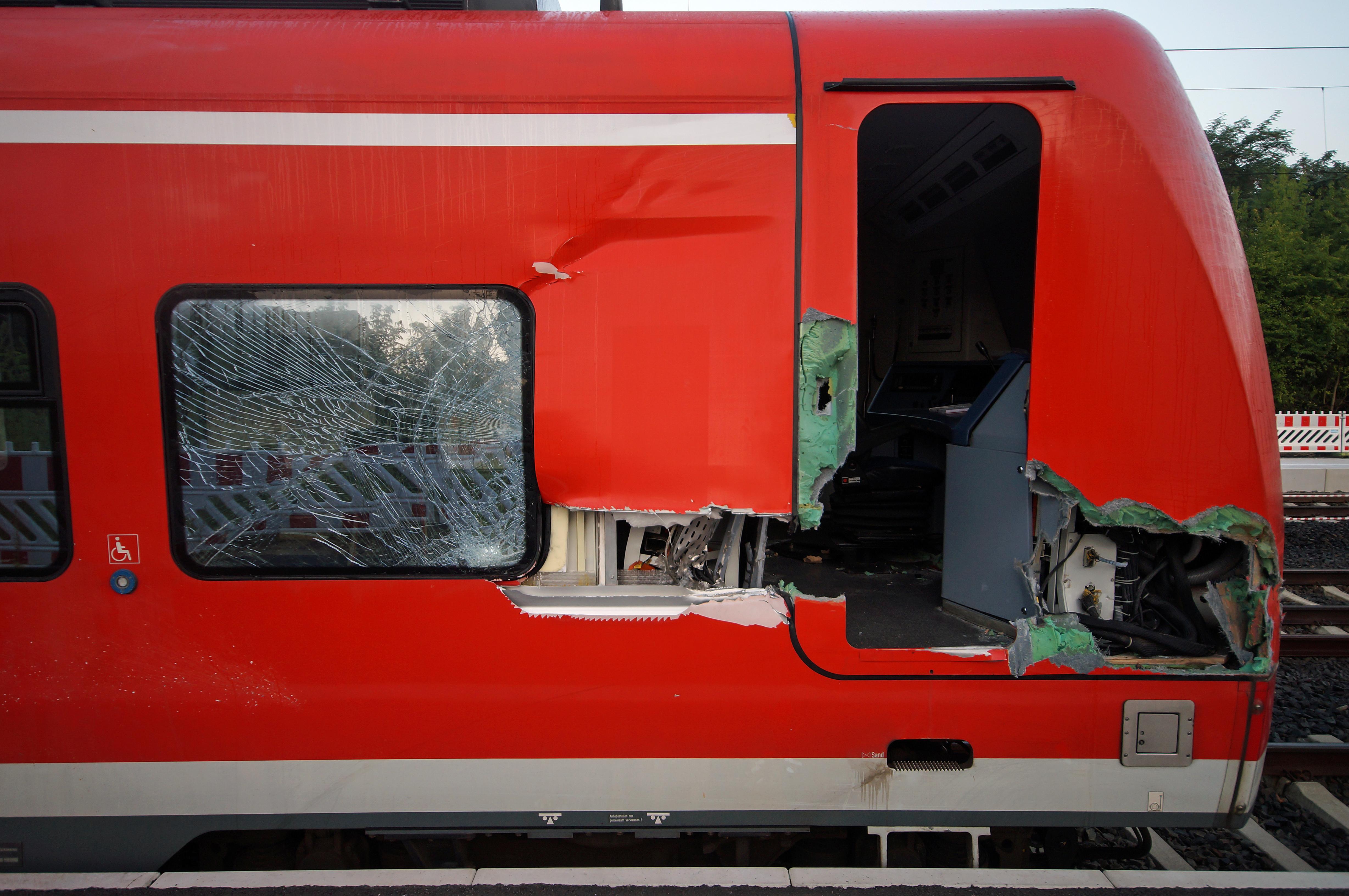
Am 16. September 2014 verunfallte Regionalbahn der Baureihe 425

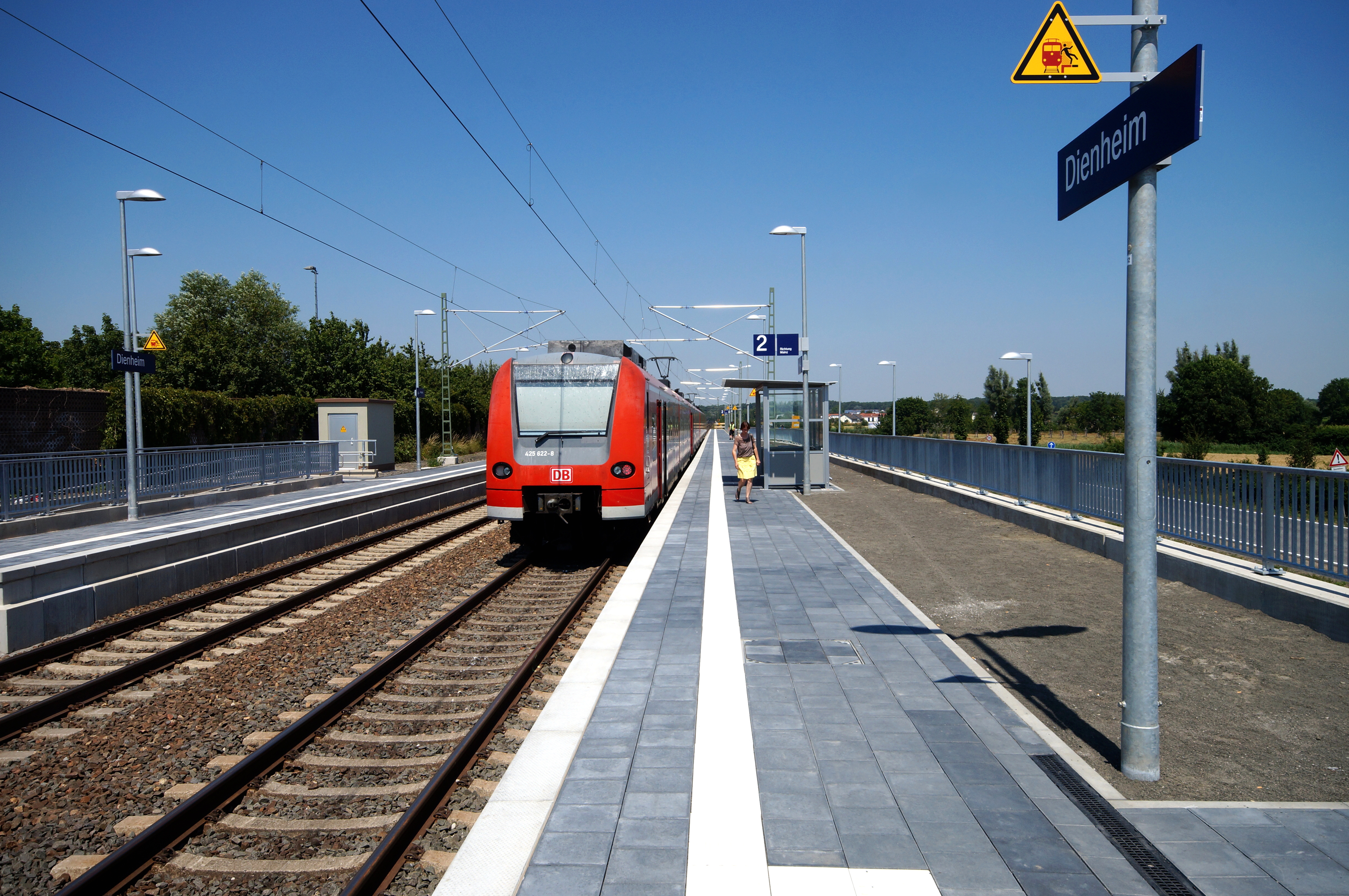
Der Dienheimer Haltepunkt mit einer Regionalbahn mit Triebwagen der DB-Baureihe 425 am 2. Juli 2015 kurz nach seiner Inbetriebnahme am 14. Juni 2015

Seit 1899 bestand in Dienheim eine Blockstelle an der Bahnstrecke Mainz–Mannheim.
Am 16. September 2014 kam es während der Errichtung des neuen Haltepunkts Dienheim zu einem Unfall auf der Bahnstrecke Mainz–Mannheim auf der Höhe von Dienheim: Ein Triebzug der Baureihe 425 war gegen 17:00 Uhr des genannten Tags als Regionalbahn 38756 mit dem Endziel Mainz auf dem Weg von Guntersblum nach Oppenheim unterwegs. Dort stieß er gegen die Schaufel eines Baggers, der aufgrund von Arbeiten im Zusammenhang des Baus des neuen Haltpunkts Dienheim eingesetzt war. In der Folge des Zusammenpralls wurde der Baggerfahrer mit einer Platzwunde am Kopf leicht verletzt, das Zugpersonal und die 50 Reisenden wurden nicht verletzt. Außerdem wurden am führenden Fahrzeug 425 761-4 das in Fahrtrichtung rechte Licht des Dreilicht-Spitzensignals und der ebenfalls in Fahrtrichtung rechte Teil des Wagenkastens durch den Bagger auf einer Länge von etwa drei Metern beschädigt. Ebenso auf dieser Seite wurde das erste Fenster für die Reisenden zersplittert. Darauf konnte der Triebzug keine Fahrgäste mehr befördern, sodass der Zug in das Überholgleis des zurückliegenden Bahnhofs Guntersblum gefahren wurde.
Zum so genannten „kleinen Fahrplanwechsel“ am 14. Juni 2015 um 00:00 Uhr wurde hier in der Nähe des Sportplatzes ein Haltepunkt in Betrieb genommen, an dem seit dem „kleinen Fahrplanwechsel“ vom 10. Juni 2018 die S-Bahnen, die zwischen Mannheim und Mainz verkehren, in beide Richtungen jeweils im Halbstundentakt halten. Zuvor verkehrte hier die Regionalbahn-Linie 44.

## Persönlichkeiten
- Eberhard von Dienheim (um 1540–1610), Bischof von Speyer